# Sielsowiet worobżański
Sielsowiet worobżański (ros. Воробжанский сельсовет) – jednostka administracyjna (osiedle wiejskie) wchodząca w skład rejonu sudżańskiego w оbwodzie kurskim w Rosji.
Centrum administracyjnym sielsowietu jest wieś (ros. село, trb. sieło) Worobża.

## Geografia
Powierzchnia sielsowietu wynosi 62,43 km².

## Historia
Status i granice sielsowietu zostały określone ustawami z 2004 i z 2010 roku.

## Demografia
W 2017 roku sielsowiet zamieszkiwało 779 mieszkańców.

## Miejscowości
W skład sielsowietu wchodzą miejscowości: Worobża, Niżniemachowo, Osipowa Łuka, Siemionowka, Czornyj Olech.